# Coppa del Presidente (pallacanestro maschile)
La Coppa del Presidente (in turco Cumhurbaşkanlığı Kupası) è una competizione annuale turca di pallacanestro maschile organizzata dalla Federazione cestistica della Turchia.
I contendenti della coppa sono il club campione nazionale uscente e quello vincitore della Coppa di Turchia.

## Albo d'oro
| Edizione | Vincitore                                                       | Finalista                                                       | Risultato                                                       |
| 1985     | Galatasaray                                                     | Fenerbahçe                                                      | 85-84                                                           |
| 1986     | Efes Pilsen                                                     | Galatasaray                                                     | 101-100                                                         |
| 1987     | Karşıyaka                                                       | Beşiktaş                                                        | 81-65                                                           |
| 1988     | Eczacıbaşı                                                      | Fenerbahçe                                                      | 89-87                                                           |
| 1989     | Çukurova Sanayi                                                 | Eczacıbaşı                                                      | 82-74                                                           |
| 1990     | Fenerbahçe                                                      | Galatasaray                                                     | 95-86                                                           |
| 1991     | Fenerbahçe                                                      | Tofaş Bursa                                                     | 75-72                                                           |
| 1992     | Efes Pilsen                                                     | Paşabahçe                                                       | 102-98                                                          |
| 1993     | Efes Pilsen                                                     | Tofaş Bursa                                                     | 88-63                                                           |
| 1994     | Fenerbahçe                                                      | Efes Pilsen                                                     | 85-74                                                           |
| 1995     | Ülkerspor                                                       | Galatasaray                                                     | 85-74                                                           |
| 1996     | Efes Pilsen                                                     | Türk Telekom PTT                                                | 69-44                                                           |
| 1997     | Türk Telekom PTT                                                | Efes Pilsen                                                     | 78-75                                                           |
| 1998     | Efes Pilsen                                                     | Ülkerspor                                                       | 76-63                                                           |
| 1999     | Tofaş Bursa                                                     | Efes Pilsen                                                     | 77-66                                                           |
| 2000     | Efes Pilsen                                                     | Ülkerspor                                                       | 66-65                                                           |
| 2001     | Ülkerspor                                                       | Efes Pilsen                                                     | 94-86                                                           |
| 2002     | Ülkerspor                                                       | Efes Pilsen                                                     | 83-78                                                           |
| 2003     | Ülkerspor                                                       | Efes Pilsen                                                     | 68-66                                                           |
| 2004     | Ülkerspor                                                       | Efes Pilsen                                                     | 68-66                                                           |
| 2005     | Ülkerspor                                                       | Efes Pilsen                                                     | 83-72                                                           |
| 2006     | Efes Pilsen                                                     | Alpella                                                         | 77-61                                                           |
| 2007     | Fenerbahçe                                                      | Efes Pilsen                                                     | 79-77                                                           |
| 2008     | Türk Telekom                                                    | Fenerbahçe                                                      | 83-79                                                           |
| 2009     | Efes Pilsen                                                     | Fenerbahçe                                                      | 81-74                                                           |
| 2010     | Efes Pilsen                                                     | Fenerbahçe                                                      | 79-77                                                           |
| 2011     | Galatasaray                                                     | Fenerbahçe                                                      | 103-97                                                          |
| 2012     | Beşiktaş                                                        | Anadolu Efes                                                    | 77-75                                                           |
| 2013     | Fenerbahçe                                                      | Galatasaray                                                     | 64-62                                                           |
| 2014     | Karşıyaka                                                       | Fenerbahçe                                                      | 77-75                                                           |
| 2015     | Anadolu Efes                                                    | Karşıyaka                                                       | 74-72                                                           |
| 2016     | Fenerbahçe                                                      | Anadolu Efes                                                    | 77-69                                                           |
| 2017     | Fenerbahçe                                                      | Bandırma Banvit                                                 | 75-64                                                           |
| 2018     | Anadolu Efes                                                    | Fenerbahçe                                                      | 65-62                                                           |
| 2019     | Anadolu Efes                                                    | Fenerbahçe                                                      | 79-74                                                           |
| 2020     | Non disputata a causa della pandemia di COVID-19                | Non disputata a causa della pandemia di COVID-19                | Non disputata a causa della pandemia di COVID-19                |
| 2022     | Anadolu Efes                                                    | Fenerbahçe                                                      | 71-62                                                           |
| 2023     | Non disputata a causa del terremoto in Turchia e Siria del 2023 | Non disputata a causa del terremoto in Turchia e Siria del 2023 | Non disputata a causa del terremoto in Turchia e Siria del 2023 |
| 2024     | Anadolu Efes                                                    | Fenerbahçe                                                      | 83-82                                                           |

## Vittorie per club
| Club            | Vittorie | Anni                                                                               |
| --------------- | -------- | ---------------------------------------------------------------------------------- |
| Anadolu Efes    | 14       | 1986, 1992, 1993, 1996, 1998, 2000, 2006, 2009, 2010, 2015, 2018, 2019, 2022, 2024 |
| Fenerbahçe      | 7        | 1990, 1991, 1994, 2007, 2013, 2016, 2017                                           |
| Alpella         | 6        | 1995, 2001, 2002, 2003, 2004, 2005                                                 |
| Galatasaray     | 2        | 1985, 2011                                                                         |
| Türk Telekom    | 2        | 1997, 2008                                                                         |
| Karşıyaka       | 2        | 1987, 2014                                                                         |
| Tofaş Bursa     | 1        | 1999                                                                               |
| Beşiktaş        | 1        | 2012                                                                               |
| Eczacıbaşı      | 1        | 1988                                                                               |
| Çukurova Sanayi | 1        | 1989                                                                               |